# بنجامين أو. ديفيس جونيور
بنجامين أو. ديفيس جونيور (بالإنجليزية: Benjamin O. Davis, Jr.)‏ هو ضابط وطيار أمريكي، ولد في 18 ديسمبر 1912 في واشنطن العاصمة في الولايات المتحدة، وتوفي بنفس المكان في 4 يوليو 2002 بسبب مرض آلزهايمر.

## وصلات خارجية
- بنجامين أو. ديفيس جونيور على موقع الموسوعة البريطانية (الإنجليزية)
- بنجامين أو. ديفيس جونيور على موقع مونزينجر (الألمانية)